# 弥勒磨崖仏 (京都府和束町)

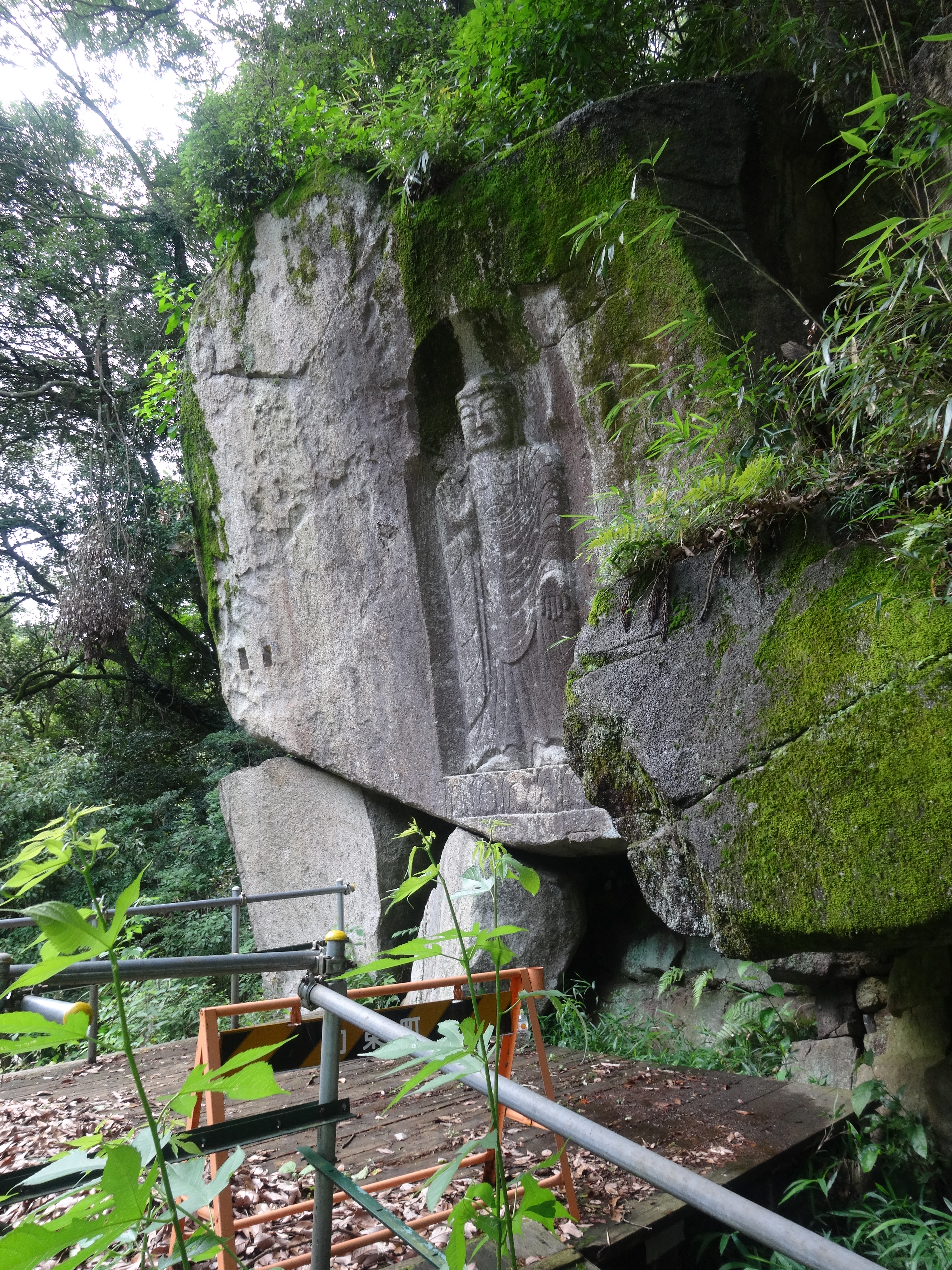
弥勒磨崖仏

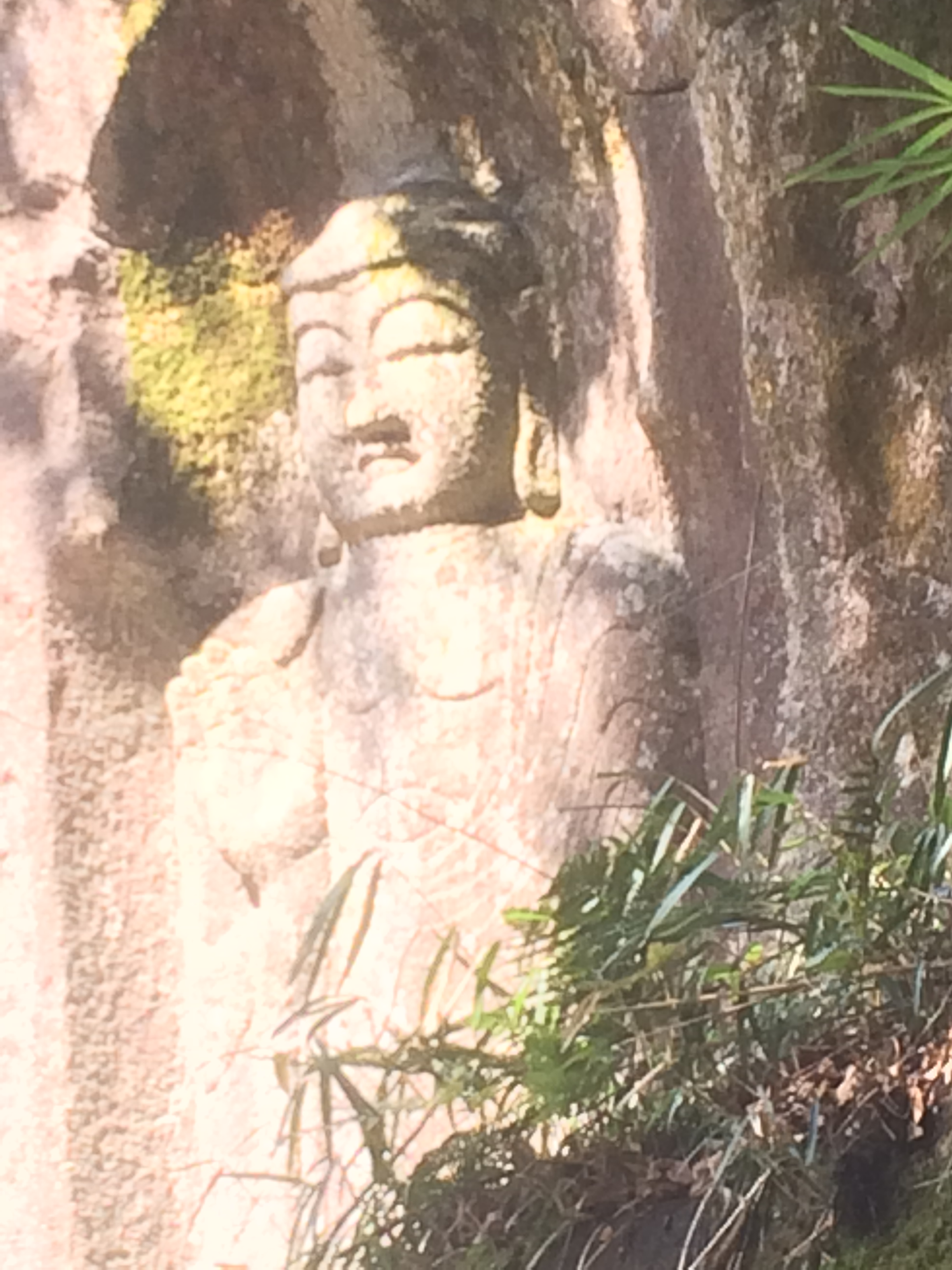
弥勒磨崖仏（和束町）

弥勒磨崖仏（みろくまがいぶつ）は、京都府相楽郡和束町にある磨崖仏。　

## 概要
住民から親しまれており、「弥勒さん」や「滝の堂の弥勒」などとも呼ばれている。　　　　　　　　
和束川北岸に直立する高さ613センチメートル、幅622センチメートルの花崗岩に、高さ332センチメートル、肩幅123センチメートルの直立仏像が厚肉彫りされたもので、像の足下には蓮華座が表わされている。
右手は施無畏印（せむいいん）、左手は与願印（よがんいん）を結ぶ。この印相は、弥勒が如来仏となり、衆生救済される時の姿で、笠置山の弥勒磨崖仏とも共通している。
像の向かって右側には以下の8行の銘文が刻まれており、鎌倉時代の1300年（正安2年）に造立されたことがわかる。
同銘文については、2014年（平成26年）に三次元写真測量が実施されており、そのデータをもとに作られたオルソ画像の確認によれば、一部の文字（僧および願主の名としてあらわされている「實専」）の判読が難しいものの、それ以外は上記の釈読で問題ないとされている。
銘文でほかにわかることは、末法の世に弥勒による救済を願って彫られたことがわかる。仏滅紀年銘のある石造物は全国的に数が少なく貴重な磨崖仏と考えられている。
磨崖仏の前の道は中世から金胎寺の表道で、かっては弥勒磨崖仏の南側に巨石があるため、和束川の流れが激しくなり、これを「滝の堂」と呼んでいたとされる。鷲峰山金胎寺に参詣する者はこの滝に浴して身を清め山に入っていたと伝えられる。1953年（昭和28年）の災害復旧工事で岩場は切り崩された。この時期は南山城地域で南山城水害や台風等の災害が起こっていた。弥勒磨崖仏を見るための道には石仏のようなものを眺めることができる。

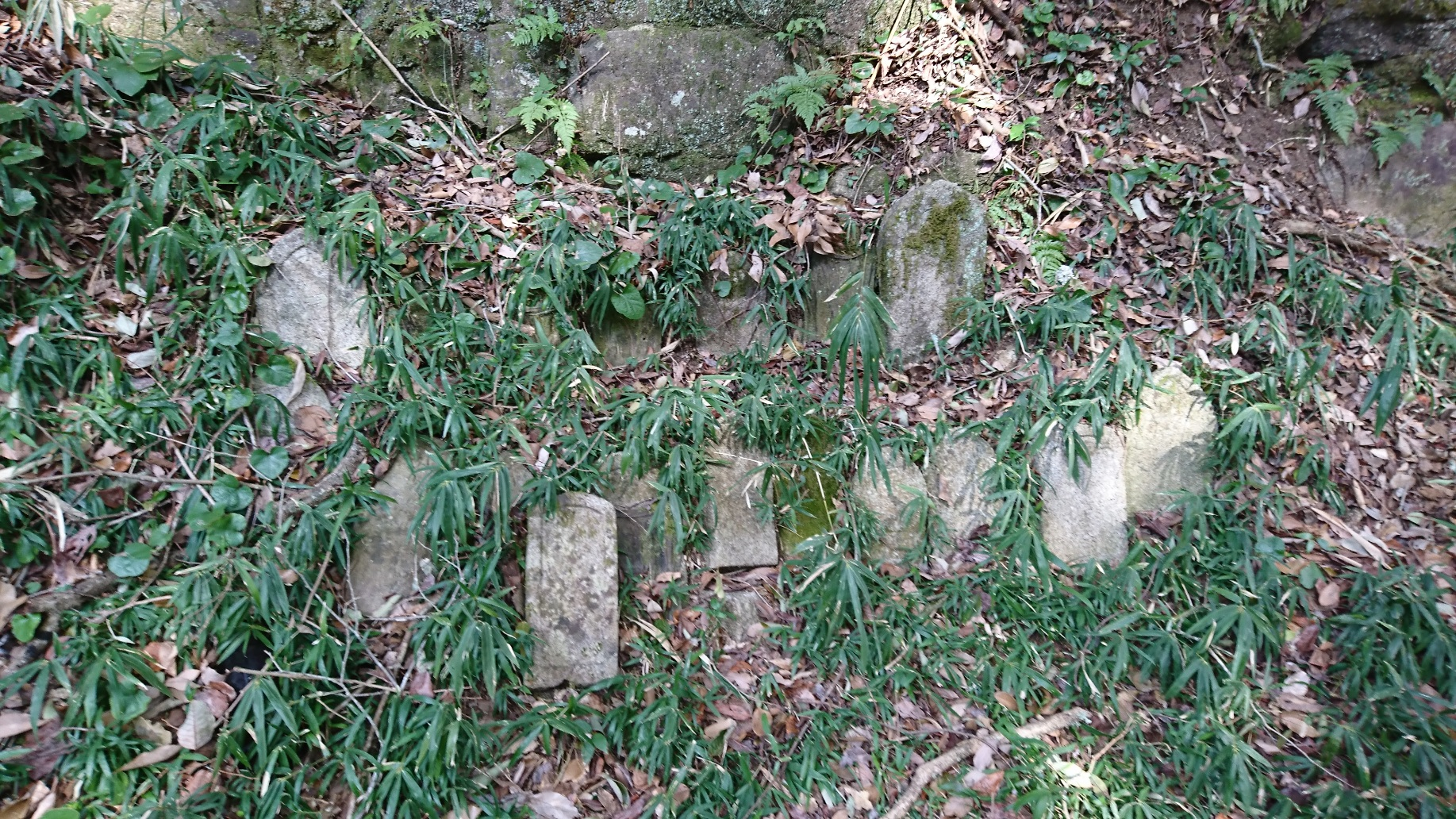
磨崖仏までの道にある石仏

## 交通
近畿日本鉄道の奈良駅からバスの便がある。「和束長井」バス亭から、長井橋を渡って左側、徒歩約5分。和束町と加茂町間のバスに乗っても和束川対岸に弥勒磨崖仏を見ることができる。。